# Montreuil-sur-Thérain
Montreuil-sur-Thérain é uma comuna francesa na região administrativa de Altos da França, no departamento de Oise. Estende-se por uma área de 1,47 km². Em 2010 a comuna tinha 245 habitantes (densidade: 166,7 hab./km²).